# Franco Niell
Franco Niell (Trelew, Chubut, Argentina, 22 de mayo de 1983) es un exfutbolista argentino que jugaba de delantero y su último club fue la Asociación Deportiva Berazategui
de la Primera C de Argentina.
Algunos periodistas deportivos de Argentina lo llaman "Chiquitín", "Petiso" o "Pitufo" debido a su altura de 1,63 metros. Es rápido y con gran salto. Uno de sus puntos fuertes para hacer goles es su cabeza, a pesar de su pequeña estatura.
En junio de 2025, pasa a integrar el cuerpo técnico de Argentinos Juniors con Matías Córdoba, para dirigir a la Reserva del elenco de La Paternal.

## Trayectoria
Empezó en los infantiles de La Cuadra una Escuelita de Fútbol de Trelew, hizo inferiores en Racing Club de Trelew hasta octava división, en ese momento su DT Marcelo Pérez Álvarez lo llevó a efectuar una prueba a San Lorenzo donde rindió satisfactoriamente y quedó. Como juvenil en el Club Atlético San Lorenzo de Almagro jugó hasta sexta división, luego el equipo azulgrana lo dejó libre pese a ser uno de los goleadores del torneo, tras ese disgusto, ingresó a las inferiores de Argentinos Juniors en 2001, y debutó profesionalmente el 4 de diciembre de 2004. En ese primer partido ingresó por Gustavo Oberman, y marcó un gol (de cabeza) en la victoria de su equipo por 3-1 vs Colón.
A principios de 2008 fue prestado a D.C. United; donde compartió equipo con Marcelo Gallardo, además jugó al lado del portero peruano José Carvallo, quien fue mundialista en la Copa Mundial de Fútbol de 2018. A mitad de año de 2008, volvió a Argentinos Juniors, pero fue cedido a préstamo, sin cargo y sin opción, al Gimnasia y Esgrima La Plata por el término de un año.
En su último partido allí, el 12 de julio de 2009, convirtió dos goles decisivos frente a Atlético de Rafaela para la permanencia en Primera División de Gimnasia. "Es lo más importante que me pasó en mi carrera", declaró al finalizar el encuentro.
Luego de su asombrosa hazaña y rendimiento en el club platense volvió a su club, Argentinos Juniors, donde lo volvieron a ceder en agosto del 2009, esta vez al club Ecuatoriano Deportivo Quito, por petición del director técnico Rubén Darío Insúa.
Vistiendo los colores Azul y Grana del equipo logró un bicampeonato. Finalizado este nuevo préstamo, regresó una vez más a Argentinos Juniors para el campeonato Apertura 2010 y también jugar la Copa Libertadores de América para el equipo de La Paternal, donde convirtió el gol del triunfo por 1 - 0 en Montevideo frente a Nacional de Uruguay, por la citada copa.
Luego de un paso sin penas ni glorias por el Figueirense de Brasil, de la ciudad de Florianopiolis, retorna al Club de Gimnasia y Esgrima La Plata, que militaba en La Primera B Nacional a préstamo por 200.000 dólares.
Luego de haber jugado unos meses en Gimnasia y de haber logrado el ascenso el 28 de mayo frente a Instituto de Córdoba, vuelve al Querétaro, club dueño de su ficha, sin embargo no tardaría mucho en rescindir su contrato con el club mexicano

### Rosario Central
En julio de 2013 se incorpora por tres temporadas a Rosario Central dónde rápidamente se ganaría el afecto de la hinchada canalla, siendo este su tercer club en Argentina. En el cual pasaría a la historia del fútbol Argentino y de Rosario Central, convirtiéndole el gol de la victoria al clásico rival Newells Old Boys teniendo la particularidad de ser un partido atípico porque se jugaba de visitante y con 38.000 personas del equipo local, logrando así que el club Rosario Central sea el primero en la ciudad en lograr dicha hazaña. Posteriormente, volvió a convertir en el siguiente Clásico Rosarino, que finalizó 2 a 0 a favor de Central en el Gigante de Arroyito.  
Es un ídolo para la hinchada canalla, por sus característica de dejar siempre todo en la cancha y por haber convertido en dos clásicos.

## Estadísticas
| Equipo                            | División      | Temporada     | Liga | Liga | Copas nacionales | Copas nacionales | Campeonatos estatales | Campeonatos estatales | Torneos internacionales | Torneos internacionales | Total | Total | Media goleadora |
| Equipo                            | División      | Temporada     | PJ   | G    | PJ               | G                | PJ                    | G                     | PJ                      | G                       | PJ    | G     | Media goleadora |
| --------------------------------- | ------------- | ------------- | ---- | ---- | ---------------- | ---------------- | --------------------- | --------------------- | ----------------------- | ----------------------- | ----- | ----- | --------------- |
| Argentinos Juniors Argentina      | 1.ª           | 2004-05       | 4    | 1    | -                | -                | -                     | -                     | -                       | -                       | 4     | 1     | 0.25            |
| Argentinos Juniors Argentina      | 1.ª           | 2005-06       | 29   | 6    | -                | -                | -                     | -                     | -                       | -                       | 29    | 6     | 0.21            |
| Argentinos Juniors Argentina      | 1.ª           | 2006-07       | 18   | 2    | -                | -                | -                     | -                     | -                       | -                       | 18    | 2     | 0.11            |
| Argentinos Juniors Argentina      | 1.ª           | 2007-08       | 9    | 1    | -                | -                | -                     | -                     | -                       | -                       | 9     | 1     | 0.11            |
| Argentinos Juniors Argentina      | 1.ª           | 2010-11       | 30   | 8    | -                | -                | -                     | -                     | 8                       | 4                       | 38    | 12    | 0.32            |
| Total                             | Total         | Total         | 90   | 18   | -                | -                | -                     | -                     | 8                       | 4                       | 98    | 22    | 0.22            |
| D.C. United Estados Unidos        | 1.ª           | 2008          | 7    | 0    | -                | -                | -                     | -                     | -                       | -                       | 7     | 0     | 0               |
| Total                             | Total         | Total         | 7    | 0    | -                | -                | -                     | -                     | -                       | -                       | 7     | 0     | 0               |
| Gimnasia y Esgrima (LP) Argentina | 1.ª           | 2008-09       | 31   | 6    | -                | -                | -                     | -                     | -                       | -                       | 31    | 6     | 0.19            |
| Gimnasia y Esgrima (LP) Argentina | 2.ª           | 2012-13       | 18   | 5    | 0                | 0                | -                     | -                     | -                       | -                       | 18    | 5     | 0.28            |
| Gimnasia y Esgrima (LP) Argentina | 1.ª           | 2016          | 9    | 2    | 0                | 0                | -                     | -                     | -                       | -                       | 9     | 2     | 0.22            |
| Gimnasia y Esgrima (LP) Argentina | 1.ª           | 2016-17       | 18   | 4    | 5                | 0                | -                     | -                     | -                       | -                       | 22    | 4     | 0.18            |
| Gimnasia y Esgrima (LP) Argentina | 1.ª           | 2017-18       | 18   | 1    | 0                | 0                | -                     | -                     | -                       | -                       | 18    | 1     | 0.06            |
| Total                             | Total         | Total         | 94   | 18   | 5                | 0                | -                     | -                     | -                       | -                       | 99    | 18    | 0.18            |
| Deportivo Quito · Ecuador         | 1.ª           | 2009          | 16   | 1    | -                | -                | -                     | -                     | -                       | -                       | 16    | 1     | 0.06            |
| Deportivo Quito · Ecuador         | 1.ª           | 2010          | 16   | 1    | -                | -                | -                     | -                     | 6                       | 0                       | 22    | 1     | 0.09            |
| Total                             | Total         | Total         | 32   | 2    | -                | -                | -                     | -                     | 6                       | 0                       | 38    | 2     | 0.05            |
| Querétaro · México                | 1.ª           | A-2011        | 18   | 3    | 0                | 0                | -                     | -                     | -                       | -                       | 18    | 3     | 0.17            |
| Total                             | Total         | Total         | 18   | 3    | 0                | 0                | -                     | -                     | -                       | -                       | 18    | 3     | 0.17            |
| Figueirense · Brasil              | 1.ª           | 2012          | 0    | 0    | 0                | 0                | 10                    | 1                     | -                       | -                       | 10    | 1     | 0.1             |
| Total                             | Total         | Total         | 0    | 0    | 0                | 0                | 10                    | 1                     | -                       | -                       | 10    | 1     | 0.1             |
| Rosario Central Argentina         | 1.ª           | 2013-14       | 27   | 6    | 0                | 0                | -                     | -                     | -                       | -                       | 27    | 6     | 0.22            |
| Rosario Central Argentina         | 1.ª           | 2014          | 12   | 4    | 5                | 2                | -                     | -                     | 0                       | 0                       | 17    | 6     | 0.35            |
| Rosario Central Argentina         | 1.ª           | 2015          | 28   | 5    | 3                | 1                | -                     | -                     | -                       | -                       | 31    | 6     | 0.19            |
| Total                             | Total         | Total         | 67   | 15   | 8                | 3                | -                     | -                     | 0                       | 0                       | 75    | 18    | 0.24            |
| Guillermo Brown Argentina         | 2.ª           | 2018-19       | 10   | 1    | -                | -                | -                     | -                     | -                       | -                       | 10    | 1     | 0.1             |
| Total                             | Total         | Total         | 10   | 1    | -                | -                | -                     | -                     | -                       | -                       | 10    | 1     | 0.1             |
| Quilmes Argentina                 | 2.ª           | 2018-19       | 7    | 1    | -                | -                | -                     | -                     | -                       | -                       | 7     | 1     | 0.14            |
| Total                             | Total         | Total         | 7    | 1    | -                | -                | -                     | -                     | -                       | -                       | 7     | 1     | 0.14            |
| Barracas Central Argentina        | 2.ª           | 2019-20       | 15   | 3    | 1                | 0                | -                     | -                     | -                       | -                       | 16    | 3     | 0.19            |
| Total                             | Total         | Total         | 15   | 3    | 1                | 0                | -                     | -                     | -                       | -                       | 16    | 3     | 0.19            |
| Deportivo Madryn Argentina        | 3.ª           | 2020          | 7    | 0    | -                | -                | -                     | -                     | -                       | -                       | 7     | 0     | 0               |
| Deportivo Madryn Argentina        | 3.ª           | 2021          | 18   | 1    | 1                | 0                | -                     | -                     | -                       | -                       | 19    | 1     | 0.05            |
| Total                             | Total         | Total         | 25   | 1    | 1                | 0                | -                     | -                     | -                       | -                       | 26    | 1     | 0.04            |
| Berazategui Argentina             | 4.ª           | 2022          | 23   | 3    | -                | -                | -                     | -                     | -                       | -                       | 23    | 3     | 0.13            |
| Total                             | Total         | Total         | 23   | 3    | -                | -                | -                     | -                     | -                       | -                       | 23    | 3     | 0.13            |
| Total carrera                     | Total carrera | Total carrera | 388  | 65   | 15               | 3                | 10                    | 1                     | 14                      | 4                       | 427   | 73    | 0.17            |

## Palmarés

### Campeonatos nacionales
| Título                           | Club               | Sede    | Año     |
| -------------------------------- | ------------------ | ------- | ------- |
| Campeonato Ecuatoriano           | Deportivo Quito    | Quito   | 2009    |
| Campeonato de Primera B Nacional | Gimnasia y Esgrima | Córdoba | 2012/13 |